# Compressidentalium
Compressidentalium is een geslacht van weekdieren uit de klasse van de Scaphopoda (tandschelpen).

## Soorten
- Compressidentalium ceciliae Scarabino, 1995
- Compressidentalium clathratum (Martens, 1881)
- Compressidentalium compressiusculum (Boissevain, 1906)
- Compressidentalium harasewychi Scarabino, 2008
- Compressidentalium hungerfordi (Pilsbry & Sharp, 1897)
- Compressidentalium lardum (Barnard, 1963)
- Compressidentalium legoffi Scarabino, 2008
- Compressidentalium sedecimcostatum (Boissevain, 1906)
- Compressidentalium sibogae (Boissevain, 1906)
- Compressidentalium subcurvatum (E. A. Smith, 1906)
- Compressidentalium sumatrense (Plate, 1908)
- Compressidentalium zanzibarense (Plate, 1908)